# Skrzek

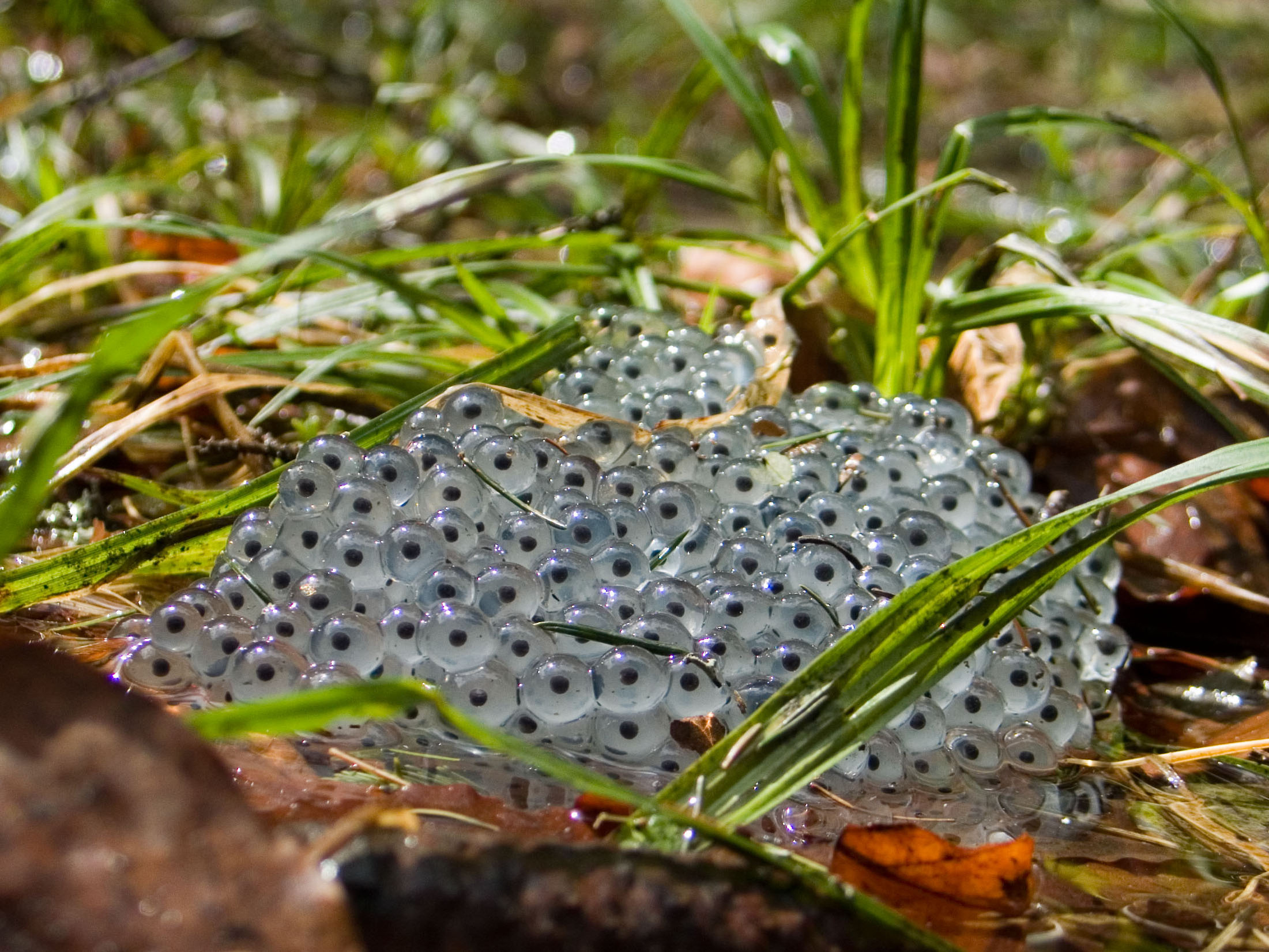
Skrzek

Skrzek – forma składania jaj przez płazy bezogonowe. W skrzeku jaja składane są grupowo, zwykle w formie pakietów, sznurów lub paciorkowców. Otacza je napęczniała, galaretowata substancja, która pełni funkcję ochronną.
Skrzek jest składany w wodzie, najczęściej na dnie zbiornika albo na kamieniach lub fragmentach roślin wodnych.